# Krivotvorenje novca
Krivotvoreni novac je novac u prometu (uglavnom novčanice, rijetko kovanice), koji je protuzakonito (ilegalno) proizveden tako da sliči nekim službenim sredstvima plaćanja dovoljno blisko kako bi mogao dovesti do zablude i biti prihvaćen kao pravi novac. Proizvodnja, tiskanje, lažnog novca je oblik prijevare.
Krivotvorenje je vjerojatno staro kao i sam novac. Prije uvođenja papirnatog novca, najčešća metoda prevare je bilo kovanje lažnog novca koristeći miješanje jeftinih metala, kao zamjenu za zlato i srebro. 
Danas je najčešći način krivotvorenja ispis skeniranih novčanica legitimnim printerima.
Neke od šteta koje se društvu nanose krivotvorenjem novca su smanjenje vrijednosti pravog novca, povećanje cijena (inflacije) zbog kruženja više novca u ekonomiji države, smanjenje prihvatljivosti papirnatog novca i gubici nastali prihvaćanjem lažnog novca jer se ne nadoknađuje vrijednost krivotvorenih novčanica.
Tradicionalno, mjere protiv krivotvorenja podrazumijevaju uključivanje finih detalja i sigurnosnih elemenata koji se teško uspješno krivotvore prilikom tiskanja novčanica, a koji omogućuju i nestručnim osobama da otkriju prijevaru. 